# DJ HAL
DJ HAL（ディージェイ　はる　1983年6月21日- ）は日本のDJ。東京都世田谷区出身。血液型はO型。妹はアナウンサーの吉田明世。

## 人物・来歴
14歳からDJをはじめる。
2000年、東京都渋谷区を拠点にDJ活動を本格的にはじめる。
18歳からHarlemなど都内トップクラスのクラブでレギュラーDJとして活躍。数多くの海外ビックネームの日本公演での共演。
2003年、非凡なるセンスを見出され、当時DefJam JAPANと契約を交わした日本屈指のR&BシンガーHI-Dの専属ツアーDJとして活動の場を日本全国に広げる。
渋谷・六本木を中心に全国各地で活動、AbemaTVのDJ Mix ShowやLDH所属グループ『Doberman Infinity』の専属DJとしても活動中。
2007年、国内最大級のスプリングフェス「Springroove」にも出演し博す。
2009年7月、男性R&Bシンガーのみに焦点を絞るという斬新な切り口で国内有数屈指のR&Bイベントへと成長してきた日本最大級のR&Bイベント、「SUGAR SHACK 」のオフィシャルMIXCDをビクターエンタテインメント よりリリースした。

## ディスコグラフィー

### インディーズ・アルバム[4]
|     | リリース日     | タイトル                   | 規格品番  |
| --- | -------------- | -------------------------- | --------- |
| 1st | 2005年3月21日  | Funky Stuff                | SPET-0001 |
| 2nd | 2005年10月15日 | Funky Stuff II             | SPET-0003 |
| 3rd | 2005年11月15日 | ULTIMATE BEAT TRAVEL VOL.1 | HL-001    |
| 4th | 2006年4月5日   | ULTIMATE BEAT TRAVEL3      | HL-003    |

### アルバム[4]
|     | リリース日     | タイトル                                     | 規格品番    |
| --- | -------------- | -------------------------------------------- | ----------- |
| 1st | 2009年10月28日 | Manhattan Records The Exclusives Mini DJ HAL | LEXCD-09015 |
| 2nd | 2010年06月09日 | Delicious Mix                                | SGVB-003    |